# Скрибонија
Скрибонија је била римска племкиња и друга супруга првог римског цара, Октавијана Августа. Скрибонија је родила Августу његово једино биолошко дете, Јулију Старију. Скрибонија је била ташта цара Тиберија, прабаба цара Калигуле и царице Агрипине Млађе.

## Породица
Скрибонија је била кћер Луција Скрибонија Либа који је вероватно био претор 80. године п. н. е.. Њен брат, такође Луције Скрибоније Либон, био је конзул 34. п. н. е. Име Скрибонијина мајке било је Сентија. Пре античком историчару Светонију, Скрибонија се два пута удавала за бишве конзуле. Не зна се поуздано ко је био њен први муж али претпоставља се да се радило о Гнеју Корнелију Лентулу Марцелину, који је био конзул 56. п. н. е. Из првог брака, Скрибонија је имала једног сина, Корнелија Марцелина, који је умро у младости.
Скрибонијин други супруг, Публије Корнелије Сципион Салвитон, био је присталица Помпеја Великог. Из овог брака, Скрибонија је имала ћерку, Корнелију.

### Удаја за Октавијана
Скрибонија је 40. п. н. е. била приморана да се разведе и одмах уда за Октавијана који је био неколико година млађи од ње. Сам Октавијан развео се од своје прве супруге, Клодије Пулхре. Брак са Скрибонијом склопљен је како би Октавијан ступио у политички савез са Секстом Помпејем у време грађанских ратова који су уследили након Цезаровог убиства, 44. п. н. е..
Овај брак није дуго потрајао. Већ 39. п. н. е., на сам дан када је Скрибонија родила ћерку, Јулију, Октавијан се развео од Скрибоније. Развод је највероватније био резултат политичких маневара. Октавијанов савез са Секстом Помпејем био је раскинут. Разводи су били чести међу римском аристократијом, будући да су се усред честих политичких обрта, склапали и раскидали савези између истакнутих патрицијских породица.
Скрибонијин брак са Октавијаном био је несрећан али Скрибонија се није преудавала.
Око 2. године п. н. е., Октавијан је након низа скандала прогнао Јулију на острво Пандатарија (данас Вентотена). Скрибонија је одлучила да пође у прогонство са својом ћерком.

### Изгнанство и смрт
По доласку Тиберија на власт, Скрибонија је раздвојена од Јулије.
Јулија била Тиберијева трећа жена, њихов брак био је веома несрећан и Јулија је, судећи по античким изворима, честим испадима и скандалима у јавности штетила Тиберијевој репутацији.
Осветољубиви Тиберије највероватније је наредио Јулијину смрт и она је умрла од глади у прогонству.
Иако није познато када је умрла, Скрибонија је вероватно надживела Августа и Јулију и умрла око 16. године нове ере.

### Личност
Иако поједини извори описију Скрибонију као ружну и досадну, Сенека Млађи наводи да је Скрибонија била достојанствена и честита. Други историчари наводе како је Скрибонија била пример римске матроне и предане мајке.